# 夢で逢えたら (ラッツ&スターの曲)
「夢で逢えたら」（ゆめであえたら）は、1996年4月22日に発売されたラッツ&スターの9枚目（シャネルズ時代から通算すると18枚目）のシングル。

## 背景
1985年にリリースされた「レディ・エキセントリック」から11年ぶりとなる作品で、ライオン『クリスタ』のCMソングに使用された。本作を皮切りに1996年の1年間限定で活動を再開し、全国ツアーが行われた。
1996年末に行われた『第47回NHK紅白歌合戦』に初出場し、2020年にデビュー40周年を迎えた鈴木雅之が、同年末の『第71回NHK紅白歌合戦』で同楽曲を歌唱している。
2008年12月11日からは、メンバーの鈴木雅之と桑野信義の出身地である東京都大田区の京浜急行電鉄京急蒲田駅において、接近メロディとして使用されている。編曲は塩塚博が手掛けた。

## 制作
表題曲である「夢で逢えたら」は、吉田美奈子が1976年に発表した同名曲のカバーで、楽曲の制作を手がけた大瀧詠一をスーパーバイザーに迎え制作された。間奏にセリフが入っているが、オリジナルヴァージョンと異なっている。セリフを担当したのは田代まさしである。紅白歌合戦で歌唱した時、メンバーが「大瀧さんに捧げます」と言った事と、当時大瀧曰く引退していた為、大瀧詠一死亡説が流れたと言われている。

## 記録
「夢で逢えたら」は、1976年に吉田が歌唱して以来、約20〜30組のアーティストによって歌われてきたが、大瀧いわく一度もチャート入りしたことはなく、ラッツ&スターは発表から約20年にして初めて「夢で逢えたら」を大ヒット記録した。

## 収録曲
全作詞・作曲：大瀧詠一、編曲・バックボーカルアレンジ：松本晃彦
1. 夢で逢えたら
2. 夢で逢えたら -original backing track-

## タイアップ
- ライオン『クリスタ』CMソング[7]